# Sauz de Molina
Sauz de Molina är en ort i Mexiko.   Den ligger i kommunen Pénjamo och delstaten Guanajuato, i den centrala delen av landet, 290 km väster om huvudstaden Mexico City. Sauz de Molina ligger 1 727 meter över havet och antalet invånare är 170.
Terrängen runt Sauz de Molina är varierad. Runt Sauz de Molina är det ganska tätbefolkat, med 111 invånare per kvadratkilometer. Närmaste större samhälle är Pénjamo, 6,7 km norr om Sauz de Molina. Trakten runt Sauz de Molina består till största delen av jordbruksmark.